# Chalcolepidius
Chalcolepidius is een geslacht van kevers uit de familie  
kniptorren (Elateridae).
Het geslacht is voor het eerst wetenschappelijk beschreven in 1829 door Eschscholtz.

## Soorten
- Chalcolepidius albisetosus Casari, 2002
- Chalcolepidius albiventris Casari, 2002
- Chalcolepidius angustatus Candèze, 1857
- Chalcolepidius apacheanus Casey, 1891
- Chalcolepidius approximatus Erichson, 1841
- Chalcolepidius attenuatus Erichson, 1841
- Chalcolepidius aurulentus Candèze, 1874
- Chalcolepidius bomplandii Guerin-Meneville, 1844
- Chalcolepidius boucardi Candèze, 1874
- Chalcolepidius chalcantheus Candèze, 1857
- Chalcolepidius copulatuvittatus Casari, 2002
- Chalcolepidius corpulentus Candèze, 1874
- Chalcolepidius costatus Pjatakowa, 1941
- Chalcolepidius cyaneus Candèze, 1881
- Chalcolepidius desmarestii Chevrolat, 1835
- Chalcolepidius dugesi Candèze, 1886
- Chalcolepidius erythroloma Candèze, 1857
- Chalcolepidius eschscholtzi Chevrolat, 1833
- Chalcolepidius extenuatuvittatus Casari, 2002
- Chalcolepidius exulatus Candèze, 1874
- Chalcolepidius fabricii Erichson, 1841
- Chalcolepidius fasciatus Casari, 2002
- Chalcolepidius ferratuvittatus Casari, 2002
- Chalcolepidius fleutiauxi Pjatakowa, 1941
- Chalcolepidius forreri Candèze, 1886
- Chalcolepidius fryi Candèze, 1874
- Chalcolepidius gossipiatus Guerin-Meneville, 1844
- Chalcolepidius inops Candèze, 1886
- Chalcolepidius jansoni Candèze, 1874
- Chalcolepidius lacordairei Candèze, 1857
- Chalcolepidius lafargi Chevrolat, 1835
- Chalcolepidius lenzi Candèze, 1886
- Chalcolepidius limbatus Eschscholtz, 1829
- Chalcolepidius mexicanus Laporte, 1836
- Chalcolepidius mniszechi Candèze, 1881
- Chalcolepidius mocquerysi Candèze, 1857
- Chalcolepidius morio Candèze, 1857
- Chalcolepidius obscurus Laporte, 1836
- Chalcolepidius oxydatus Candèze, 1857
- Chalcolepidius porcatus (Linnaeus, 1767)
- Chalcolepidius proximus Casari, 2002
- Chalcolepidius pruinosus Erichson, 1841
- Chalcolepidius rodriguezi Candèze, 1886
- Chalcolepidius rostainei Candèze, 1889
- Chalcolepidius rubripennis LeConte, 1861
- Chalcolepidius rugatus Candèze, 1857
- Chalcolepidius serricornis Casari, 2002
- Chalcolepidius silbermanni Chevrolat, 1835
- Chalcolepidius smaragdinus LeConte, 1854
- Chalcolepidius spinipennis Casari, 2002
- Chalcolepidius sulcatus (Fabricius, 1777)
- Chalcolepidius supremus Casari, 2002
- Chalcolepidius tartarus Fall, 1898
- Chalcolepidius truncuvittatus Casari, 2002
- Chalcolepidius validus Candèze, 1857
- Chalcolepidius villei Candèze, 1878
- Chalcolepidius virens (Fabricius, 1787)
- Chalcolepidius virgatipennis Casari, 2002
- Chalcolepidius virginalis Candèze, 1857
- Chalcolepidius viridipilis (Say, 1825)
- Chalcolepidius viriditarsus Schwarz, 1906
- Chalcolepidius webbii LeConte, 1854
- Chalcolepidius zonatus Eschscholtz, 1829